# Roger Hunt
Roger Hunt MBE (Golborne, 20 de julho de 1938 – Warrington 27 de setembro de 2021) foi um futebolista inglês que atuou como atacante. Considerado um dos maiores ídolos da história do Liverpool, onde é o segundo maior artilheiro da história do clube, Hunt também fez parte da Seleção Inglesa campeã do mundo em 1966.

## Carreira

### Liverpool
Nascido em Golborne, Hunt iniciou sua carreira no Liverpool após defender pequenas equipes. Sua estreia aconteceu em 9 de setembro de 1959 quando tinha 21 anos, na partida contra o Scunthorpe United, que terminou com vitória por 2–0, tendo Hunt marcado um aos 64 minutos.
Vivendo uma grave crise, o Liverpool contrataria como novo treinador Bill Shankly pouco tempo após sua estreia. Shankly dispensaria 24 atletas, mas manteria Hunt, que acabaria se tornando um dos principais nomes do elenco durante a década seguinte. Mesmo com a chegada de Shankly, o clube conseguiria o acesso para a primeira divisão apenas três temporadas depois, quando conquistou o título em 1961-62. Na temporada, Hunt disputaria 41 das 42 partidas da equipe do campeonato, e marcaria impressionantes 41 gols, terminando como artilheiro.
Nas duas edições que terminou como campeão inglês da primeira divisão (1963-64 e 1965-66), Hunt também teria uma impressionante média de gols, tendo marcado 31 vezes em 41 partidas na primeira conquista e trinta em 37 no bicampeonato. Entre as duas conquistas inglesas, Hunt também seria importante na conquista da Copa da Inglaterra, onde marcaria quatro vezes, incluindo na final contra o Leeds United, que terminou com vitória por 2–1. Hunt ainda chegaria a marcar também na final da Recopa Europeia contra o Borussia Dortmund, mas terminaria desta vez com derrota por 2–1.

## Seleção Nacional
Durante este tempo de grande sucesso, Hunt também estaria presente na Seleção Inglesa, a qual defenderia em 34 oportunidades, marcando dezoito vezes. Sua primeira partida aconteceu em 4 de abril de 1962, enquanto ainda disputava a segunda divisão pelo Liverpool, contra à Áustria. A partida terminaria com vitória inglesa por 3–1, tendo Hunt deixado o seu. Participaria como reserva da Copa do Mundo FIFA de 1962, onde não chegaria a atuar.[carece de fontes?]
Na edição seguinte, desta vez como titular, seria de grande importância para o elenco. Na fase de grupos, tendo passado em branco na primeira partida, contra o Uruguai, que terminou em 0–0, marcaria uma vez contra o México e outras duas vezes contra a França. Ambas partidas terminariam com vitória inglesa por 2–0. Já nas três partidas seguintes, mesmo sendo titular, acabaria não marcando nenhuma vez. Hunt também é lembrado nesta edição por estar perto do polêmico gol da Inglaterra que não teria entrado, tendo saído comemorando logo em seguida a bola ter batido na linha.
Pela Seleção, ainda participaria da Euro 1968, onde não marcaria nenhuma vez. Acabaria se aposentando do English Team no ano seguinte. No mesmo ano, já com 31 anos, também deixaria o Liverpool após 245 gols e 492 partidas e se transferiria para o Bolton Wanderers em 16 de dezembro de 1969. Sua passagem pelo clube acabaria sendo curta, apenas três anos.

## Aposentadoria e morte
Se aposentou aos 34 anos, após marcar 24 gols em 76 partidas pelo Bolton. Hunt ainda detém no Liverpool o recorde de tentos no campeonato, apesar de ficar atrás de Ian Rush na lista geral.
Hunt morreu em 27 de setembro de 2021, aos 83 anos de idade.

## Títulos
Liverpool
- Football League One: 1961–62
- Football League First Division: 1963–64 e 1965–66
- Copa da Inglaterra: 1964–65
- Supercopa da Inglaterra: 1964, 1965 e 1966

Seleção Inglesa
- Copa do Mundo FIFA: 1966